# La Lucila
La Lucila is een plaats in het Argentijnse bestuurlijke gebied Vicente López in de provincie Buenos Aires. De plaats telt 15.844 inwoners.

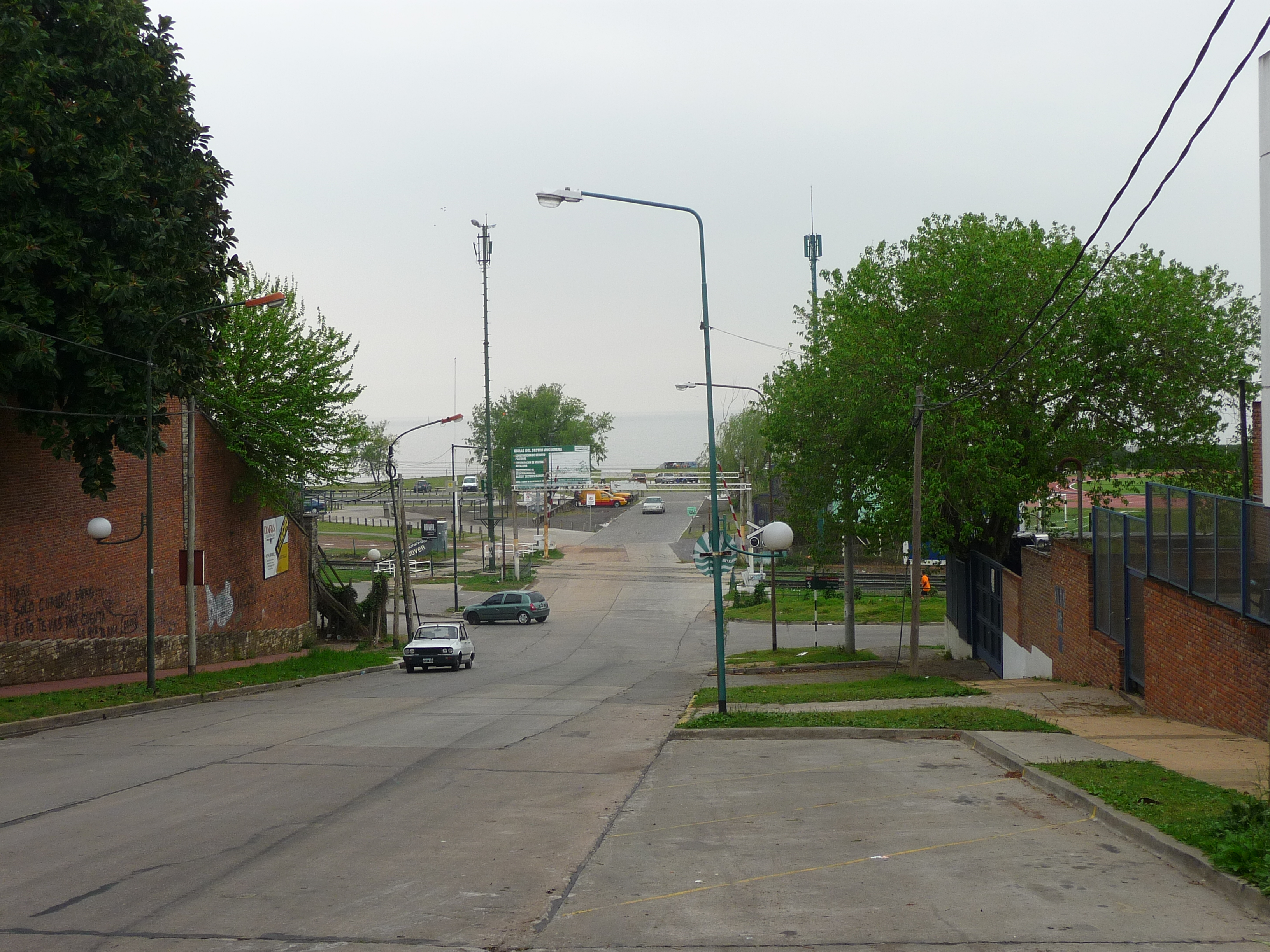
La Lucila